# سه جهان پوپر
سه جهان پوپر (به انگلیسی: Popper's three worlds)  شیوه‌ای برای نگریستن به واقعیت است که فیلسوف بریتانیایی، کارل پوپر در یک سخنرانی در اوت ۱۹۶۷ توصیف کرد. این مفهوم شامل سه دنیای متقابل به نام‌های جهان ۱، جهان ۲ و جهان ۳ است. 
جهان ۱، دربرگیرندهٔ واقعیت های مادی است.
جهان ۲، جهان تجربه‌های مستقیم و ذهنی انسانی است. در وضعیتهایی چون بی‌هوشی عمیق یا خواب بدون رؤیا، آگاهی و به طریق اولی تجربهٔ زنده از بین می‌رود. اما می‌توان پذیرفت که وضعیت های غیرآگاهانه‌ای هم وجود دارد که به جهان ۲ تعلق می‌گیرد.
جهان ۳، جهان محصولات و فراورده‌های ذهنی انسانی  و لذا جهان فراورده‌های بخش انسانی جهان ۲ است. این جهان، دربرگیرندهٔ چیزهایی مانند آثار ادبی، آثار هنری، و فراورده‌های صنعتی مانند هواپیما نیز هست که در عین حال به جهان ۱ هم تعلق دارد.
سه جهان پوپر با هم ارتباط همبسته ای دارند، و این ارتباط اساس نظریۀ او در مورد عدم قطعیت و بازبودن جهان است. در واقع، جهان 1 بسته نیست، بلکه تحت تأثیر مستمرِ جهان 2 قرار دارد، و جهان دوم با جهان 3 در تعامل دایمی است؛ جهان سوم نیز- بواسطۀ جهان 2- بر جهان 1 اثر می‌گذارد.
برای توضیح بیشتر رجوع شود به کتاب: جهان باز، نوشته کارل پوپر، ترجمه رحمت‌اله جباری. شرکت سهامی انتشار